# Carabassa
|  | Aquest article tracta sobre el fruit. Vegeu-ne altres significats a «Carabassa (color)». |

El terme carabassa o carbassa designa diverses espècies de plantes de la família de les cucurbitàcies. Són generalment cultivades pels seus fruits comestibles, però també ho són per les seves llavors oleaginoses. El terme designa igualment els seus fruits, que tenen la propietat de conservar-se fàcilment a maturitat i que són utilitzats en cuina com a verdura, en confitures o donats als animals.

## Accepcions del terme carabassa

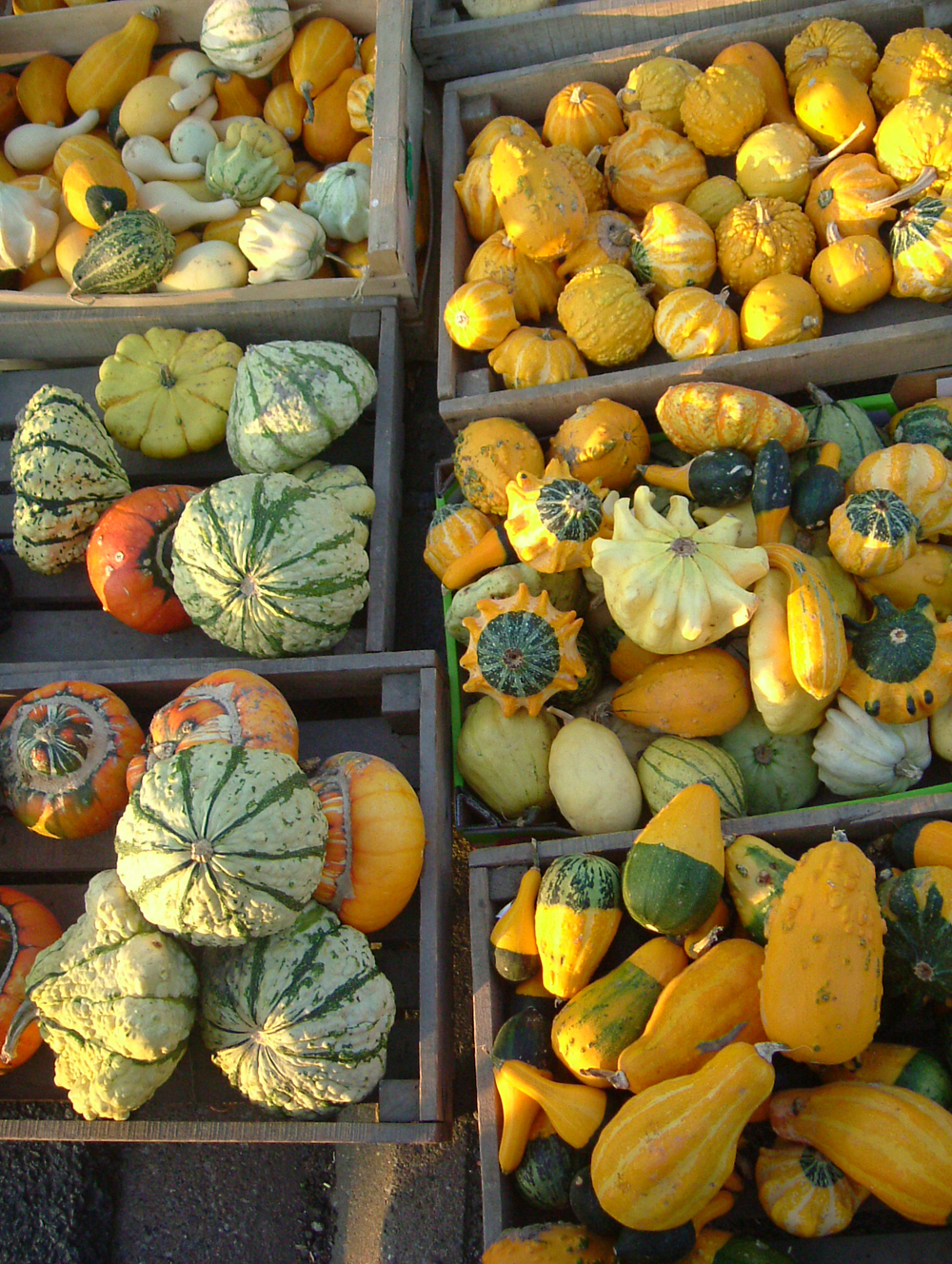
Carabassetes decoratives

El terme «carabassa» no té pas sempre un significat gaire precís en el llenguatge corrent. Es pot considerar tres nivells d'accepcions:
- En una accepció ampla, «carabassa» designa nombroses espècies de cucurbitàcies, o més específicament els seus fruits particulars, que són pepònides, baies grosses amb nombroses llavors i epidermis coriacis.

- En una accepció més restringida, «carabassa» designa les plantes pertanyent al gènere Cucurbita, que aplega una dotzena d'espècies, quatre de les quals solament són conreades correntment (a Europa, sobretot): la carabassa pròpiament dita i les seves nombroses varietats com ara el carabassó (Cucurbita pepo), la carabassa de rabequet (Cucurbita maxima), la carabassa almescada (Cucurbita moschata), i la carabassa del Siam (Cucurbita ficifolia).

- En l'accepció més restringida, que podria ser la dels botànics, les «carabasses» són les plantes pertanyents a l'espècie Cucurbita pepo que comprèn moltes varietats cultivades, seleccionades sigui com a carabasses d'estiu, els fruits de les quals es consumeixen verds (els carabassons), sigui com a carabasses d'hivern, consumint-ne els fruits madurs (carabasses pròpiament dites), i que són l'objecte d'aquest article.

## GènereCucurbita
Les carabasses tenen la particularitat d'emetre òrgans de suport anomenats «circells» que els permeten d'agafar-se als elements circumdants per a sostenir llur creixement.

### Espècies
Les carabasses pertanyen a mantes espècies botàniques pertanyent al gènere Cucurbita i dotades d'una sorprenent variabilitat genètica, que es tradueix, en els fruits, per innumerables formes i colors i també una gran diversitat de talles.
Llevat d'excepcions, les espècies diferents no s'hibriden pas entre elles i sovint donen llavors altament estèrils. Tanmateix, en cultura, una certa distància entre pepo i moschata es recomana sovint, encara que una hibridació natural fèrtil sigui poc probable.
En el pla botànic, es distingeix, principalment, entre les carabasses més cultivades a Europa, l'espècie següent, que es pot destriar, pels caràcters del peduncle, quan hom tan sols disposa del fruit:
El seu nombre cromosòmic és 2n=2x=40

### Caràcters distintius de les principals espècies de carabasses cultivades
| Espècie                           | Fulles                                                                                        | Peduncle                                                                   | Llavors | Cultivars |
| --------------------------------- | --------------------------------------------------------------------------------------------- | -------------------------------------------------------------------------- | --- | --- |
| C. maxima (Carabassa)             | cinc lòbuls roms poc marcats senceres, cordiformes                                            | cilíndric, espès, espongiós                                                | grans (20 a 30 ) blanques o ocre lleugerament bombades, ovals, llisos                                              | - carabasses ('Roig viu de Étampes', 'Groc gros de París', 'Blau d'Hongria', 'Vert oliva', etc.) - grup de les carbasses d'Hubbard i de les Kabochas amb les Potimarrons tots en forma de peres - carbassa 'Marina di Chioggia' - carbassa 'Galeuse de Eysines' - 'Giraumons - Atlantic Giant, que deté el rècord del món en Catégorie:Article contenant un appel à traduction en anglais talla i pes amb 1 054,en Catégorie:Article contenant un appel à traduction en anglais |
| C. ficifolia (carbassa de Siam)   | cinc lòbuls roms (aspecte de fulla de figuera)                                                | prim, angulós                                                              | negres, 15 a 20 llavors negres                                                                                     | varietats reconegudes |
| C. pepo (Carabassa, Carabassó)    | profundament retallades marbrades de blanc                                                    | angulós amb cinc costes no s'eixampla pas al punt d'inserció               | petites (7 a 20 ) beix llisos                                                                                      | - totes les varietats de carabassons - Carabassa de Touraine', utilitzada per alimentar la ramaderia - Coll-tors hâtif' - carbassa 'Acorn' - Jack-Be-Little' - 'Lady Godiva' o 'Carbassa-ametlla', carbassa a llavors nues de les quals es consumeix les llavors - 'Melonnette jaspée de Vendée' - 'Patidou' al sabor de castanya fresca que es menja també ben crua que cuita - 'els pâtissons - Poma d'or - 'Carbassa spaghetti' o 'Spaghetti vegetal', 'vespagh' de la qual la carn es desfà en filament a la cocció - 'Sucrière de Brasil' - Winter Luxury' - 'Styrian', varietat a llavor nua |
| 'C. argyrosperma '(cushaw)        | 'clapejat de blanc 'lleugerament trilobades grans, ovals, torçades vores ajustades o dentades | espès i robust                                                             | aproximadament 1,5 × 3,5 blanc-grisenc o groguencs el·líptics, aplanades                                           | Dues subespècies salvatges de les quals una igualment culta amb tres varietats argyrosperma, stenosperma, callycarpa |
| C. moschata (Carbassa almescades) | senceres, cordiformes marbrades de blanc vellutades                                           | angulós amb cinc costes clarament eixamplat al punt d'inserció en el fruit | petites (10 a 12 ) aplanades, ovals grisos bru a ocre enfosquit pelliculeuses, marges fortament marcades i ondades | - carbassa 'Almescada de Provença - Sucrine del Berry' - Llarga de Niça' - 'Doubeurre' o carbassa 'Butternut' |

- La xaiota, conreada a les regions tropicals, sobretot a les Antilles, pertany a una altra espècie de Cucurbitàcia d'un gènere diferent : Sechium edule i presenta la particularitat de produir tubercles.

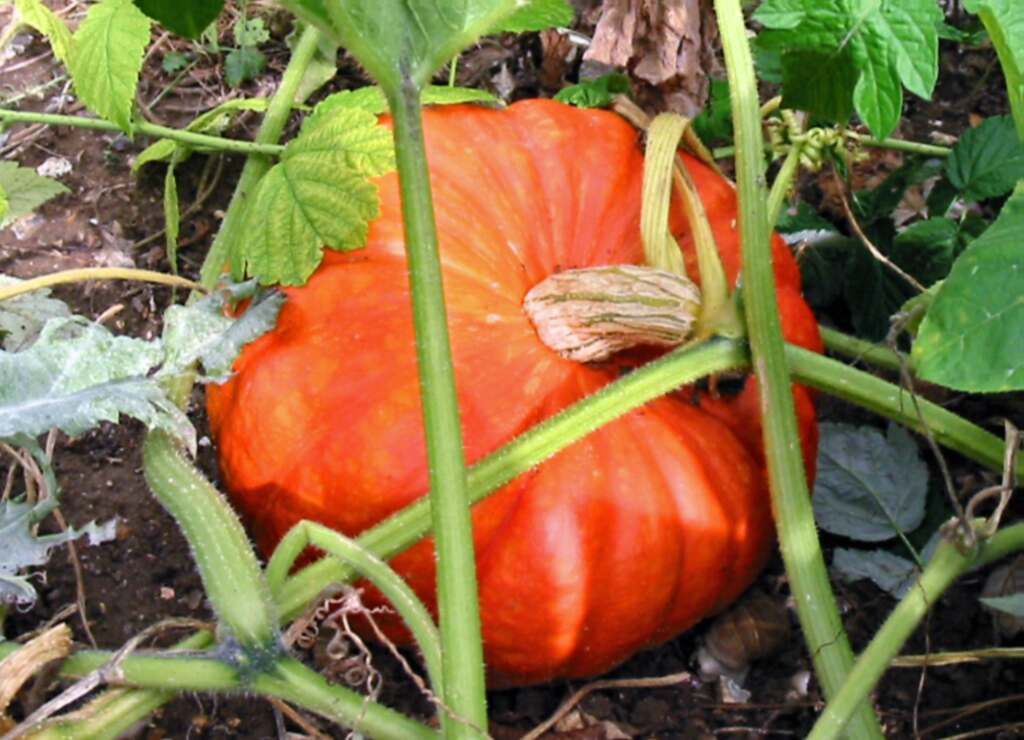
Carabassa (Cucurbita maxima). Remarqueu el peduncle espès, espongió, amb secció circular

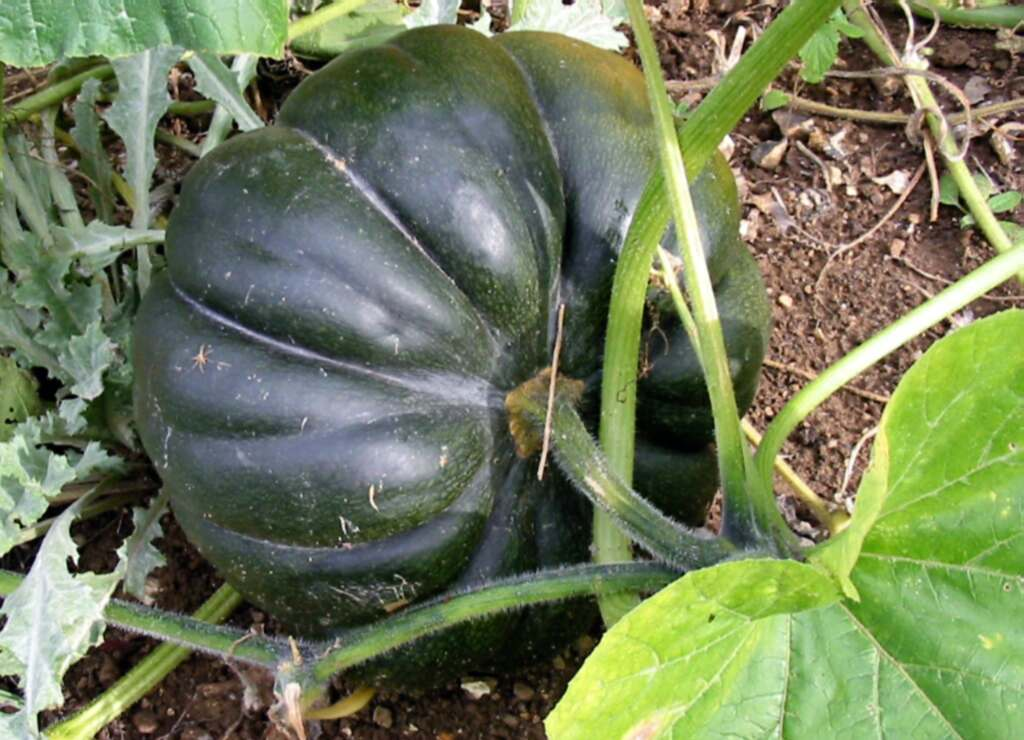
Carabassa almescada de Provença (Cucurbita moschata). Remarqueu el peduncle amb cinc arestes i el collar pentagonal

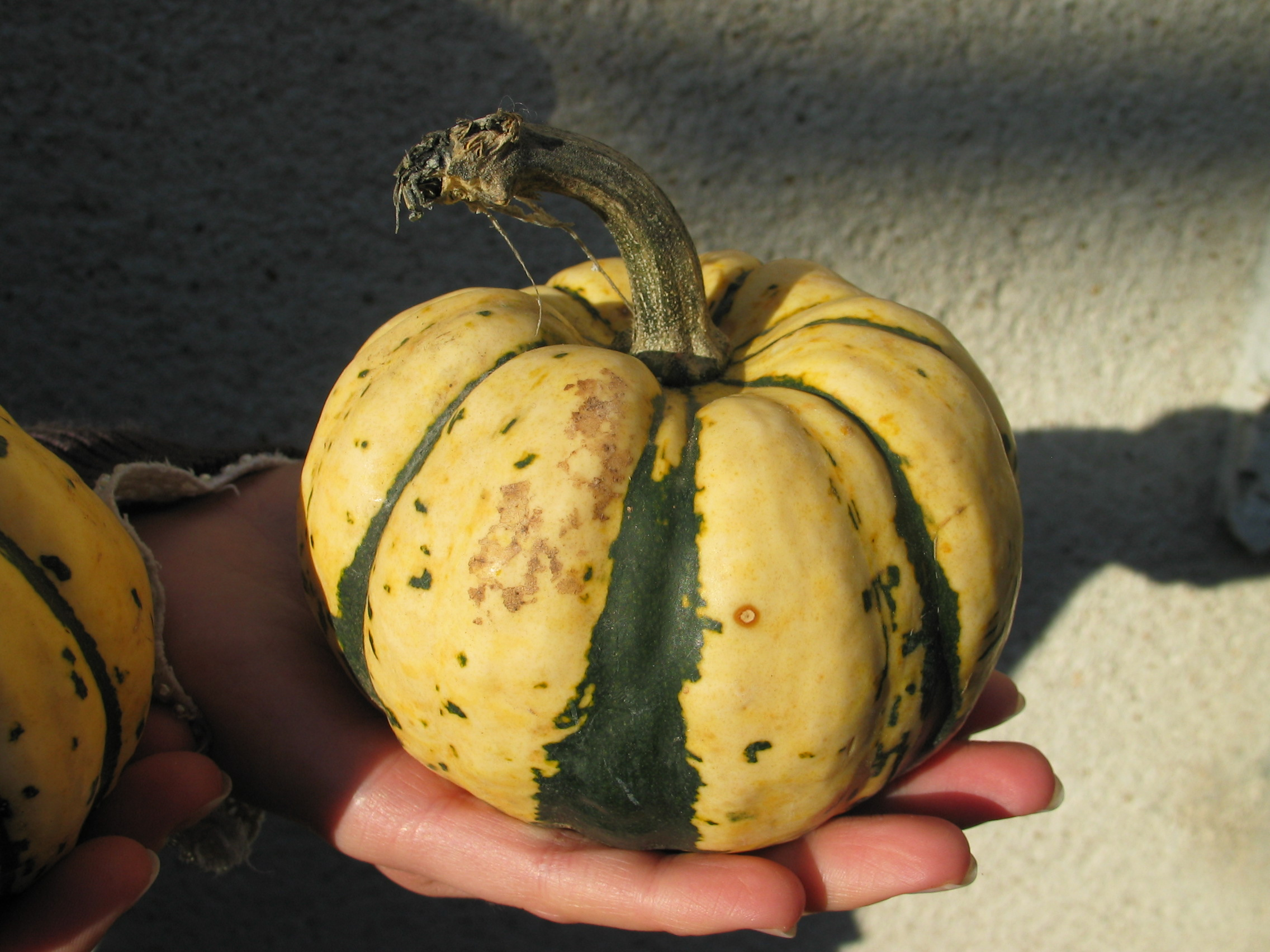
Carabassa patidou (Cucurbita pepo).

## Cultura
Les carabasses se sembren  a bell començament de la primavera, després de les darreres gelades de l'hivern (idealment és millor fer una prova a la terra amb un provador de terra, perquè la terra de cultura de les carabasses ha de ser rica, a 20 °C i a un pH d'aproximadament 6,5). A les zones de gelades tardanes, se sembra en potets i es replanten els plants després dels sants de glaç amb un espai d'1 m en totes les direccions per a les varietats no corredores. Les varietats corredores es replanten espaiades d'1,20 m a 2 m entre els rengs.
Sembreu cada setmana fins al 15 de juliol per a tenir una producció estesa de mitjan juny a la fi d'octubre.
Empalleu el sòl al voltant de les cucurbitàcies per a conservar la humitat en el terra a fi de limitar-ne l'evaporació i oferir un «matalàs» sec als fruits, que creixen a terra mateix.
Per a fructificar més bé, les lianes de les carabasses han de ser tallades aproximadament 25 cm després del darrer fruit conservat. Com menys es guarda de fruit, més seran grossos.
Colliu els carabassons cap a seixanta dies després de la sembra (abans de la maduresa completa, llevat que vulgueu recuperar les llavors per a la temporada següent) i les carabasses d'hivern abans de les primeres gelades. Talleu la tija entre 5-6 cm de la base del fruit.
Les carabasses, dites també carabasses d'hivern, com moltes cucurbitàcies, es cullen a maduresa, a la tardor.
Llur conservació és relativament fàcil i permet una comercialització fins a la primavera. Convé de conservar-les en un local fresc i de vigilar-les periòdicament. Són sensibles als xocs i han de ser manipulades amb precaució.
A les parades, una de les més corrents és la «carabassa almescada de Provença». Venuda sovint en talls, es reconeix fàcilment pel color característic de terra cuita i la seva forma costelluda i rodoneta.

### Malalties i malures
- No cal regar gaire la terra i sobretot les fulles per a evitar l'aparició d'oídium (el gota a gota és més adaptat). Cal anotar que les fulles de la carabassa almescada són naturalment marbrades de blanc (que es podria prendre falsament per oïdi).

- La xinxa de les carabasses pot atacar les carabasses. Se'n pot protegir per associació de conreus plantant a prop de les carabasses, o bé un repulsiu, tal com la menta, l'herba gatera, Nasturtium o Tagetes (clavell de moro i clavell de moro mexicà).

### Reproducció

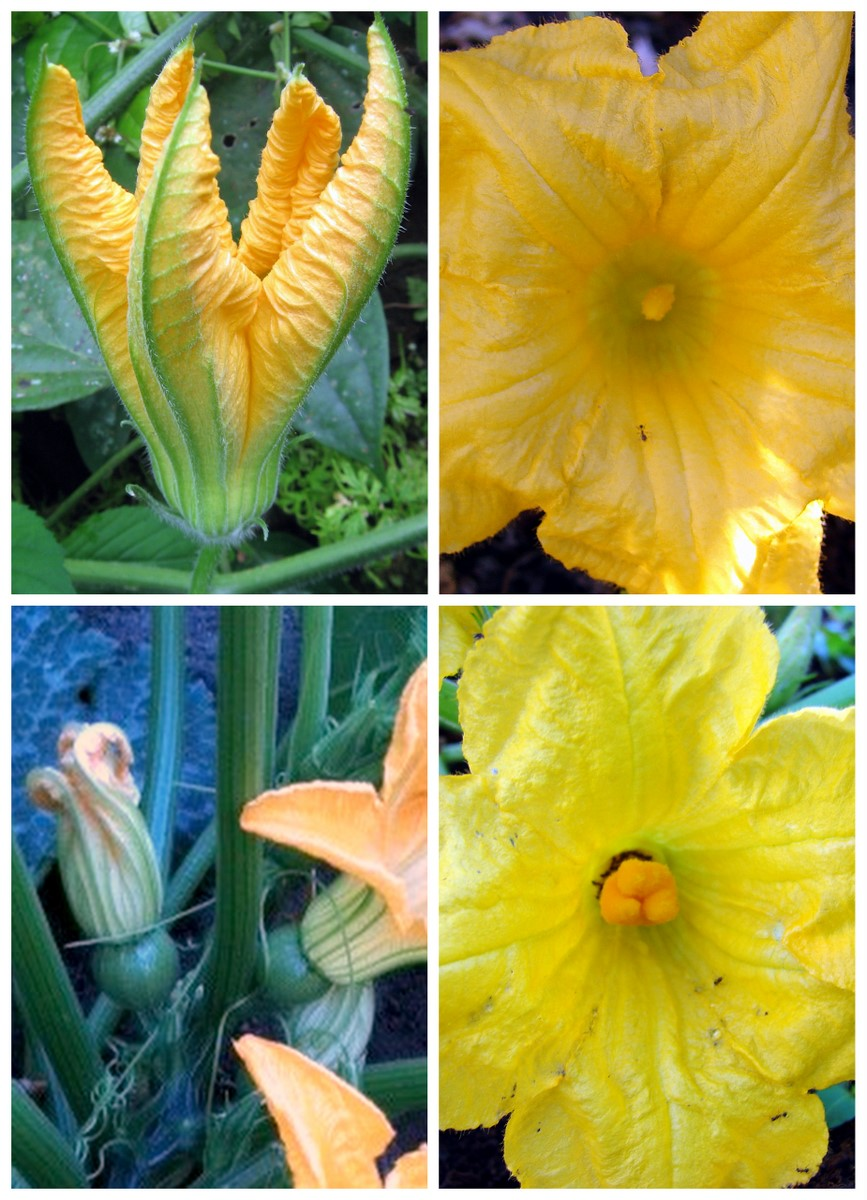
Les flors mascles (a dalt) es reconeixen pel seu llarg i prim peduncle i pel fet que no tenen cap ovari sota la flor (ínfer) i que tenen un androceu a l'interior mentre que les femelles (a baix) presenten un ovari inferior abans de la flor i un pistil a l'interior.

Les carabasses són monoiques. Les flors femelles poden ser reconegudes pel carabassó petit (de fet, un òvul encara no fecundat) present sota la flor. El seu pistil ha de ser fecundat pel pol·len d'una flor masculina que creixi en una punta erecta. Aquest pol·len, transportat pels insectes quan arriben per a xuclar la flor, es diposita en el pistil, que és recobert amb una substància lleugerament agafatosa que permet al pol·len de fixar-se. Cada gra de pol·len germina i una arrel petita (gairebé microscòpica) es desenvolupa, baixa al llarg del pistil, arriba a l'ovari de la flor, que llavors es fecunda. Cada gra de pol·len permet la formació d'una llavor dins de la carabassa per a assegurar la reproducció de l'espècie.
Les flors de carabassa tenen una vida útil molt curta. S'obren al matí al voltant de les 9 i es tanquen al migdia per a no tornar-se a obrir. Per tant, cada flor femenina té un període de tan sols 3 hores per a ser fecundada. En absència de la fecundació, la flor femenina avorta i el fruit naixent cau amb la flor.
Les carabasses tenen un hermafroditisme successiu. Les flors femenines apareixen sovint després de les mascles. En conseqüència, val més repartir les plàntules per a afavorir els períodes d'encreuament entre les diferents plantes. Les varietats de carabassa es creuen fàcilment, sempre que pertanyin a la mateixa espècie. Quan aquests encreuaments impliquen certes varietats decoratives, del tipus "fals coloquint" (que pertany a l'espècie Cucurbita pepo), poden produir fruits potencialment tòxics (caiguda dels cabells, dolors abdominals, fins i tot mort) ·  o almenys una carn amarga.

## Producció

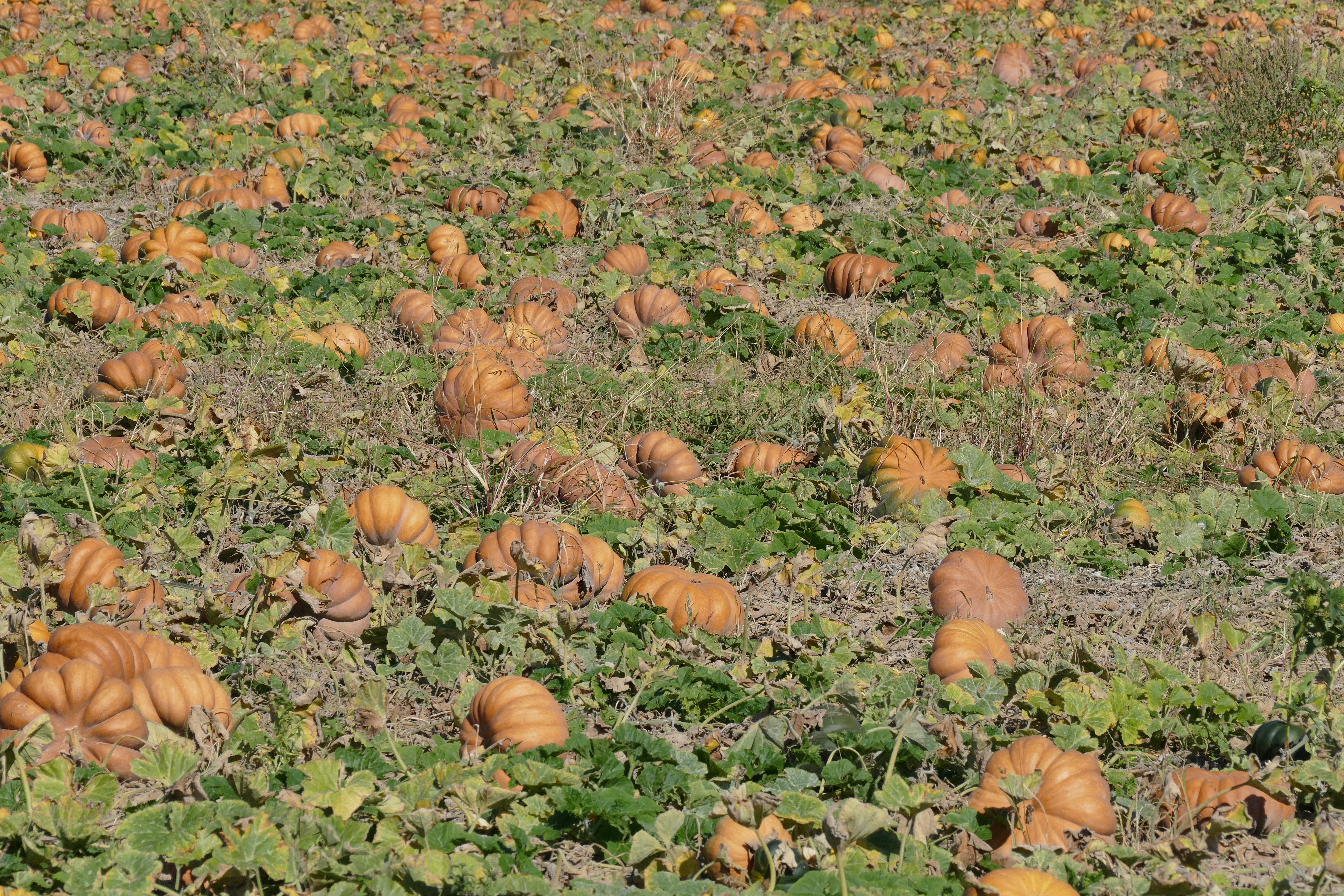
Carabassar a l'Alta Provença, a Aurason.

| Producció en tones de carabasses. Xifres 2004-2005-2016 Dades de FAOSTAT (FAO) Base de dades de la FAO, accés del 14 dev novembre 2006 |            |       |            |       |            |       |
| | 2004       |       | 2005       |       | 2016       |       |
| R.P. de la Xina | 5 667 398  | 29 %  | 5 767 700  | 30 %  | 7 789 437  | 29 %  |
| Índia | 3 500 000  | 18 %  | 3 500 000  | 18 %  | 5 073 678  | 19 %  |
| Rússia | 863 669    | 4%    | 844 799    | 4%    | 1 224 711  | 5 %   |
| Ucraïna | 1 023 200  | 5 %   | 1 072 000  | 5 %   | 1 209 810  | 5 %   |
| Estats Units | 815 320    | 4 %   | 861 870    | 4 %   | 1 005 150  | 4 %   |
| Mèxic | 535 000    | 3 %   | 560 000    | 3 %   | 677 048    | 3 %   |
| Indonèsia | 179 845    | 1%    | 180 029    | 1%    | 603 325    | 2 %   |
| Itàlia | 495 372    | 3 %   | 488 083    | 2 %   | 580 188    | 2 %   |
| Cuba | 517 151    | 3 %   | 520 000    | 3 %   | 518 862    | 2 %   |
| Turquia | 374 000    | 2 %   | 376 000    | 2 %   | 489 999    | 2 %   |
| Espanya | 300 000    | 2 %   | 300 000    | 2 %   | 476 396    | 2 %   |
| Egipte | 678 254    | 4 %   | 690 000    | 4 %   | 463 451    | 2 %   |
| Sud-àfrica | 367 755    | 2 %   | 378 776    | 2 %   | 419 791    | 2 %   |
| Corea del Sud | 304 337    | 2 %   | 310 000    | 2 %   | 371 391    | 1 %   |
| Filipines | 397 015    | 2%    | 392 961    | 2%    | 294 125    | 1 %   |
| Altres països | 3 292 288  | 17%   | 3 285 731  | 17 %  | 5 289 256  | 20 %  |
| Total | 19 310 604 | 100 % | 19 527 949 | 100 % | 26 486 618 | 100 % |

L'any 2012, França ha collit prop de 140 000 tones de carabasses en una superfície de més de 3 600. Les principals regions productores són la Provença (40 % d'aquest volum) i l'Aquitània (10 %)

## Ús

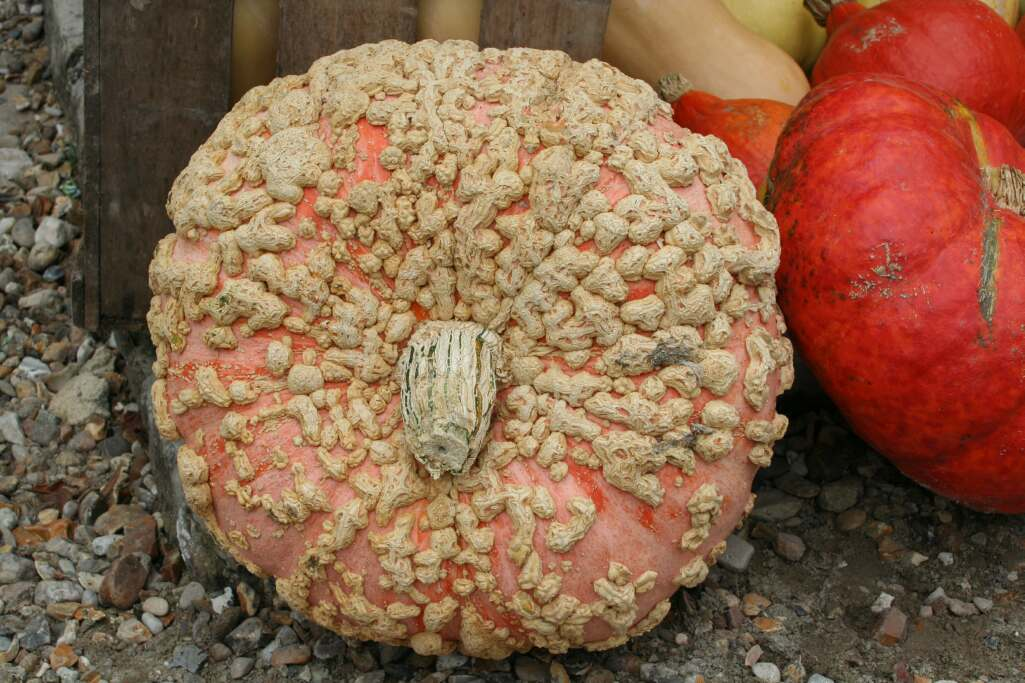
Carabassa ronyosa d'Aisinas (Cucurbita maxima).

Pel que fa al sabor, trobem principalment aromes de fruita seca. La seva carn és una reminiscència de la de les castanyes.
Es consumeixen de totes les maneres. De la sopa al gratinat, passant pels pastissets, però també com a pasta: la carabassa espagueti la carn filamentosa de la qual evoca els espaguetis.

Nombroses són les receptes existents per a reconciliar-se amb aquesta verdura massa sovint vulgaritzada en sopes o potatges, sense parlar de darreries ensucrades.
La carabassa és una verdura pobra en calories que convé a tot règim alimentari.
Actualment, es poden trobar tota casta de subproductes i preparacions elaborades amb carabassa. Per exemple, l'oli de llavors de carabassa s'utilitza per a alleujar trastorns lleus de la pròstata i les llavors tenen propietats de desparasitació (ascaridiosi i tènia), prevenir la càries dental o fins i tot equilibrar els àcids grassos insaturats. Es comercialitzen en altres productes, com sopes o melmelades. També es menja la llavor de carabassa directament, o s'afegeix molta de fres en algunes receptes.
Catégorie:Article à référence nécessaire
Els americans acostumen a transformar carabasses en Jack-o'-lantern per Halloween.

## Aspectes culturals

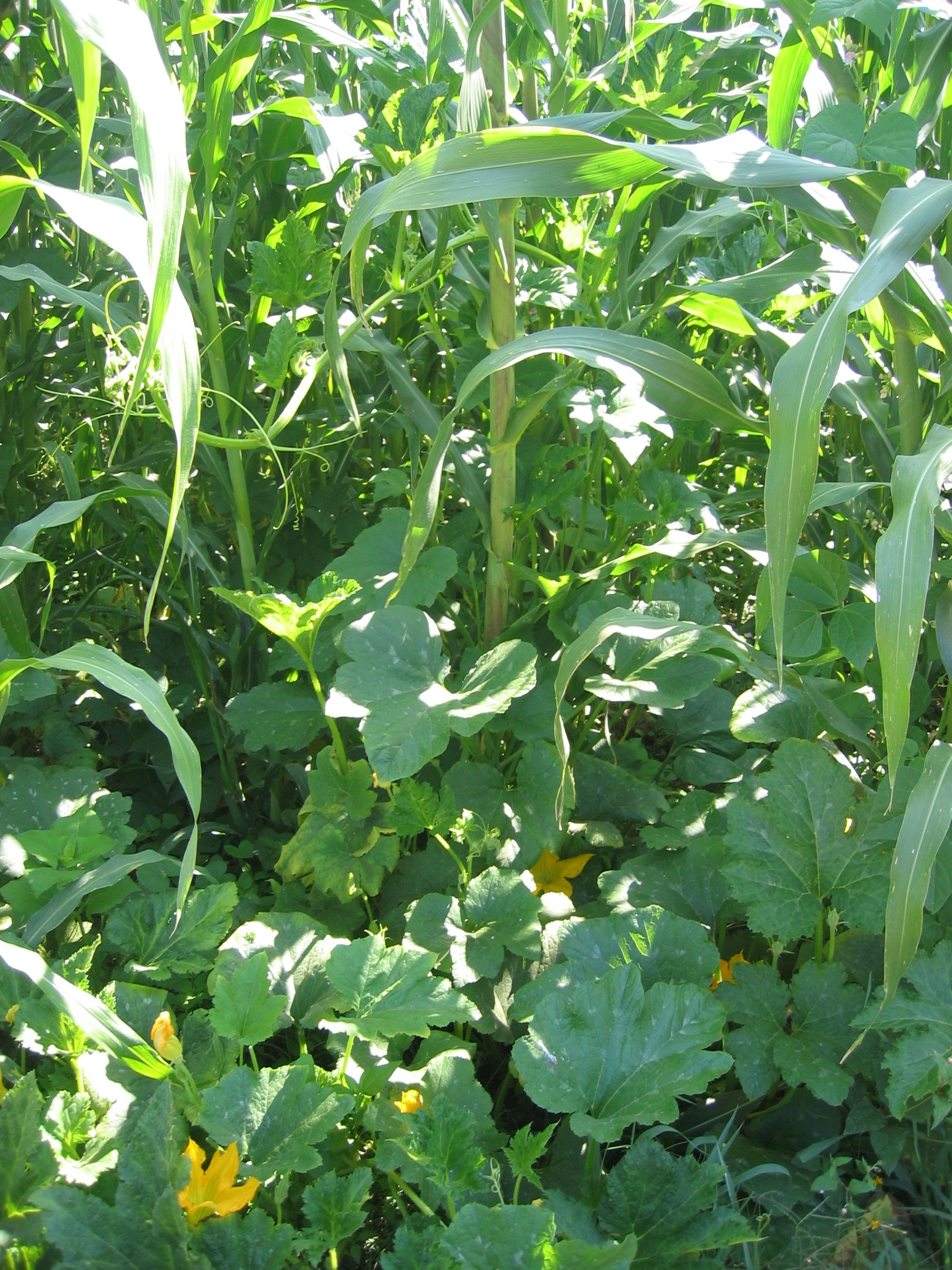
Associció cultural tradicional carabassa-fesol-blat de moro en la milpa ameríndia.

Al País Valencià l'arnadí o carabassa santa és un plat dolç que es fa de carabassa cuita al forn amb sucre, canyella, ametles i pinyons, i que és propi de la Setmana Santa.
En els indis nord-americans, la carabassa és considerada com el fruit de la salut (askootaskwash) i constitueix una de les tres cultures, practicades tradicionalment, anomenades tres germanes.
En l'Islam, l'arbre que Déu va fer créixer per a donar un nodriment i un remei a Jonàs: 
«Jonàs era, en efecte, del nombre dels Missatgers. Quan s'enfugí cap al vaixell curull, prengué part a la rifa que el designà per a ésser llançat (a la mar). El peix l'engolí quan era blasmable. Si no havia estat entre els qui glorifiquen Al·là, hauria romàs al seu ventre fins al dia que serem ressuscitats. El llançàrem sobre la terra nua, indisposat que era. I férem créixer damunt seu un plant de carabassa» (Alcorà, 37: 139-146)
Els exegetes diuen que el terme «Yaqtin» designa la carabassa. Alguns d'entre ells atribueixen a aquesta planta avantatges, entre els quals la rapidesa de la creixença, l'ombra que ofereixen les seves fulles per raó de llur gran talla i de llur flexibilitat, la qualitat nutritiva dels seus fruits, la possibilitat de consumir-los cuits o crus, la utilitat de les seves escorces i el fet que els llops no se n'acosten pas.
Al profeta dels musulmans, Mahoma, li agradava la carabassa vinera i en recuperava fragments de les vores del recipient.
La novel·lista Agatha Christie, al pròleg pastat d'humor dels Treballs d'Hèrcules, apareguts en recull el 1947, ha prestat al seu heroi, l'inspector privat belga Hercule Poirot, la intenció de prendre la retirada per a dedicar-se al millorament del gust de les carabasses, a les quals li semblava possible d'aportar «un cert buquet».

## Etimologia
El mot «carabassa», el primer testimoniatge escrit del qual data de 1249, deriva d'una forma del llatí vulgar * calapaccĕa, derivat de calappăcus, ‘tortuga’, per comparació de la carabassa amb la closca dels quelonis.
Els antics no coneixien les carabasses introduïdes a Europa després dels viatges de Cristòfol Colom a Amèrica, però coneixien de molt de temps aquelles del gènere Lagenaria, que són citades sota el nom de cucurbita per exemple en Plini el Vell i que es retroba sota aquest nom al capitular de Villis a l'època de Carlemany.

## Llengua
En el llenguatge popular, carabassa pot ser un sinònim despectiu de «cap» o de «ximple».